# Соперничество футбольных клубов «Локомотив» (Москва) и ЦСКА (Москва)
Сопе́рничество «Локомоти́ва» и ЦСКА — дерби между столичными мужскими футбольными клубами «Локомотив» и ЦСКА, по мнению многих экспертов и изданий, являющееся одним из наиболее ярких, напряженных, интересных и принципиальных в российском футболе.
Оба клуба стабильно входят в первую пятерку российских команд по количеству болельщиков, как по результатам опросов, так и по данным поисковых систем и социальных сетей.
История соперничества ведёт своё начало с 3 июля 1936 года, когда команды на поле стадиона «ЦДКА» встретились в 6 туре первого клубного Чемпионата СССР по футболу. Первый матч соперников закончился победой Локомотива со счетом 3:0.
По состоянию на 21 апреля 2021 года клубы провели друг против друга в официальных матчах (чемпионате СССР, чемпионате России, Кубке СССР, Кубке России, Суперкубке России) 144 встречи, в которых 65 матчей выиграл ЦСКА, 49 — «Локомотив», а ещё 30 игр завершились вничью.

## Роль соперничества в российском футболе
О соперничестве «Локомотива» и ЦСКА существуют множество мнений и высказываний среди журналистов, футбольных экспертов, игроков и тренеров. Среди ключевых моментов обычно отмечаются следующие.
Во-первых, существенный рост в XXI веке по сравнению с XX веком значимости данного дерби для российского футбола.
Во-вторых, несмотря на меньшую принципиальность по сравнению с матчами «Спартак» — ЦСКА, занимающими первую строчку в списке наиболее принципиальных противостояний российского футбола, дерби железнодорожников и армейцев играют важную роль в клубном футболе страны.
«Чемпионат.com» называет дерби «Локомотива» и ЦСКА «войнами».
Газета.ру определяет противостояние как «одно из самых ярких дерби российского футбола». «Известия» упоминают матч клубов как «принципиальное дерби».
В-третьих, значимость дерби непосредственно для игроков и тренеров команд. Так в 2017 году Антон Миранчук высказывался о личной неприязни к ЦСКА после крупного поражения в предыдущем матче. Алан Дзагоев называет дерби с железнодорожниками «напряжёнными и интересными», а само противостояние среди основных для ЦСКА. Бывший футболист ЦСКА Валерий Масалитин называл дерби принципиальным. Бывший главный тренер армейцев Валерий Газзаев в интервью высказывался о принципиальности матчей красно-зелёных и красно-синих. Бывший защитник железнодорожников, вспоминая свою карьеру в «Локомотиве», сообщал, что «самые принципиальные игры получались с ЦСКА и „Спартаком“». Глава департамента судейства и инспектирования (на момент интервью) Андрей Будогосский, комментируя работу арбитров на матче «Локомотив» — ЦСКА высказывался о матче как принципиальном. Игрок ЦСКА Василий Березуцкий называл дерби с «Локомотивом» не менее принципиальным, чем со «Спартаком» да еще и более тяжелым.

## История соперничества

### Советское время

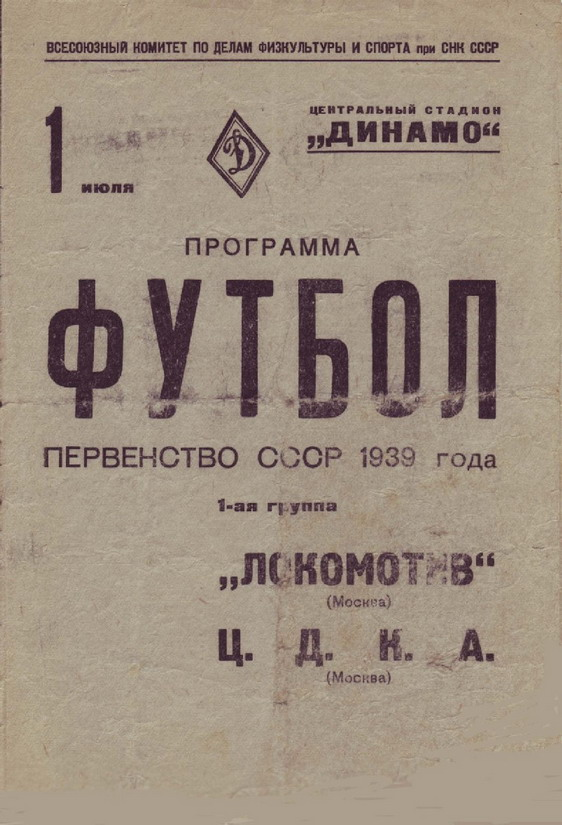
Афиша матча Чемпионата СССР «Локомотив» — ЦДКА. 1 июля 1939 года

В течение советского периода соперничество клубов носило чисто спортивный характер и не числилось среди наиболее принципиальных. В те времена победы чаще одерживали армейцы. Однако первая в истории чемпионатов СССР встреча команд завершилась победой железнодорожников, причем разгромной (3:0). Затем клубы успели трижды столкнуться в полуфиналах Кубка СССР:
- в 1955 году победу одержали армейцы (1:0)[10];
- в 1957 году — железнодорожники (1:0)[10][24];
- в 1991 году — ЦСКА (3:0)[10].

И каждый раз победитель 1/2 финала в итоге выигрывал трофей.
Всего в турнирах СССР команды провели 78 игр, в которых 18 побед одержал «Локомотив», 19 матчей завершились вничью, 39 побед на счету ЦСКА; разница мячей 77 — 146 в пользу армейцев. За это время ЦСКА выиграл 13 титулов, третьим после «Спартака» и «Динамо» клубом из РСФСР по числу выигранных в советское время трофеев. На счету железнодорожников за тот же период два титула (Кубки СССР 1936 и 1957 годов).

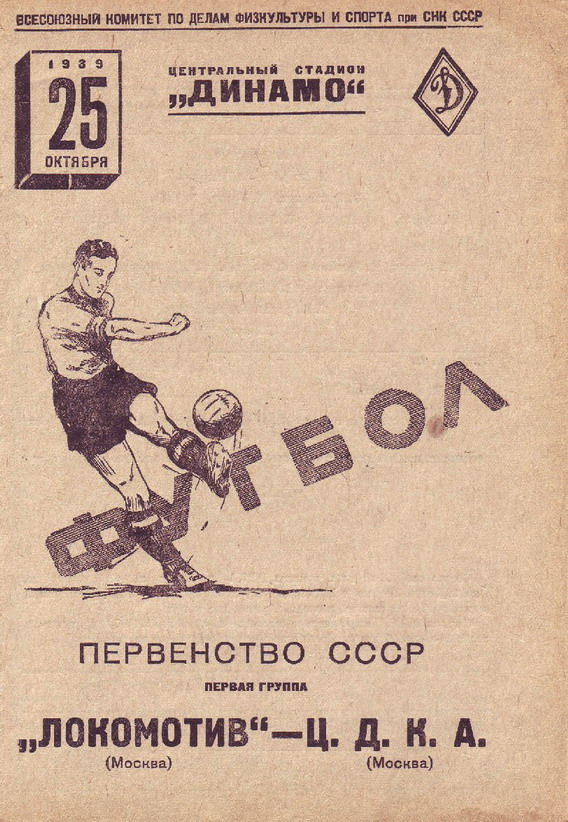
Афиша матча Чемпионата СССР «Локомотив» — ЦДКА. 25 октября 1939 года

### Российский период

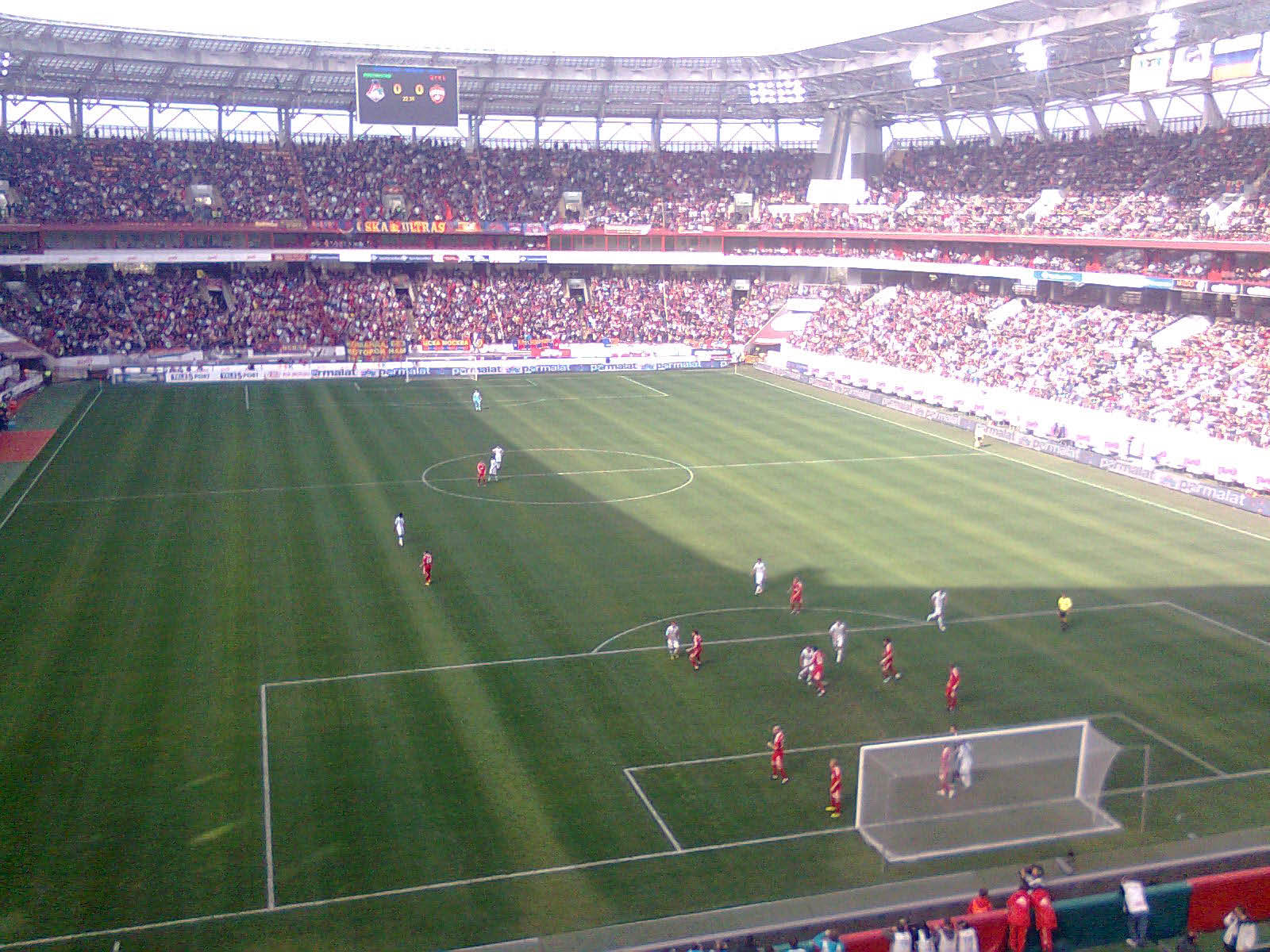
Матч «Локомотив» — ЦСКА 1:0. 12 сентября 2010.

В российский период истории значимость противостояния стала расти вместе с успехами клубов. Соперничество стало бескомпромиссным в первой половине 2000-х годов, с того момента, как армейцы и железнодорожники стали бороться между собой за чемпионские титулы, выйдя из тени «Спартака». Есть мнения, что в середине нулевых дерби «Локомотива» и ЦСКА было едва ли не главным в стране, поскольку команды сражались за титулы и доминировали. Так в 2002 году в золотом матче между ними был выявлен сильнейший клуб страны, а через год ЦСКА взял реванш. Одним из самых напряженных считается противостояние 2004 года. «Локомотив» стал чемпионом с перевесом всего в одно очко, хотя еще за несколько туров до конца армейцы имели комфортное преимущество. Уже в конце 2000-х Андрей Соломатин, выступавший за оба клуба, отмечал, что «матчи армейцев с „Локо“ — это дерби последних лет», в отличие от дерби ЦСКА со «Спартаком», которое «уже история». Дополнительное влияние на остроту дерби оказало противостояние в период 2001—2005 двух лучших, как тогда считалось, тренеров страны — Валерия Газзаева и Юрия Сёмина. За этот период тренерского противостояния на счету «Локомотива» 2 чемпионских титула (2002, 2004), 1 кубок страны (2001) и 2 суперкубка (2003, 2005); в то же время ЦСКА выиграл 2 чемпионата (2003, 2005), 2 кубка России (2002, 2005), суперкубок (2004) и Кубок УЕФА 2004/05 (итого 11 титулов на два клуба за 5 сезонов). Обе команды в российский период истории соперничества вышли на пик успешности, всего за постсоветскую эпоху клубы успели выиграть: ЦСКА 21 трофей, «Локомотив» 15 трофеев, — что является первым и третьим результатами соответственно (у идущего вторым «Зенита» 19 титулов за российский период истории).
Всего с 1992 года «Локомотив» и ЦСКА провели 67 матчей, в которых 30 побед у красно-зелёных, 11 ничьих и 26 побед красно-синих (с учетом побед в серии пенальти в кубковых играх) с общей разницей мячей 78 — 84.

### Наиболее значимые матчи
В число наиболее значимых матчей противостояния входят следующие.

#### Первый матч в чемпионатах СССР. 1936 год
Первый матч между «Локомотивом» и ЦДКА состоялся в рамках первого чемпионата СССР по футболу — весеннего первенства 1936 года. Уверенная победа железнодорожников не помешала армейцам финишировать выше «Локомотива» — они заняли 4-е место, опередив команду знаменитого в будущем футбольного руководителя Валентина Гранаткина на одно очко, «Локо» завершил турнир пятым.
| Локомотив (Москва)                   | 3:0 Протокол | ЦДКА |
| Лавров 34' А.Соколов 38' Теренков47' | Голы         |      |

| | Составы |                                                                                                   |                                                                                                   |
| Гранаткин, Андреев, Гвоздев, Стрелков, Жуков, Столяров, Сердюков, А.Соколов, Михеев, Лавров, Теренков |         | Кочетов, Лесин, Саванов, Зенкин, Малинин, Никишин, Митронов, Е.Шелагин, Рязанцев, Щавелев, Петров | Кочетов, Лесин, Саванов, Зенкин, Малинин, Никишин, Митронов, Е.Шелагин, Рязанцев, Щавелев, Петров |

#### 1/2 финала Кубка СССР 1957
В полуфинале Кубка СССР 1957 года на пути «Локомотива», шедшего ко второму трофею в своей истории встали армейцы. В присутствии 75 тысяч зрителей на главном стадионе страны железнодорожники нанесли поражение ЦСК МО, решающий гол уже на шестой минуте встречи забил Валентин Бубукин. Через четыре года герой матча перейдет в ЦСКА. А «Локомотив» в финале турнира, как считается, преподнес сенсацию, обыграв «Спартак» — одну из сильнейших на тот момент команд Советского Союза.
| Локомотив (Москва) | 1:0 Протокол | ЦСК МО |
| Бубукин 6'         | Голы         |        |

| | Составы | | |
| Владимир Маслаченко, Евгений Рогов, Геннадий Забелин, Александр Климачев, Юрий Ковалев, Иван Моргунов, Игорь Зайцев, Валентин Бубукин, Виктор Соколов, Виктор Ворошилов (к), Борис Абрамов |         | Борис Разинский, Анатолий Порхунов, Анатолий Башашкин (к), Анатолий Крутиков, Николай Линяев, Александр Петров, Владимир Агапов, Юрий Беляев, Александр Гришин, Василий Бузунов, Павел Купрюхин (Игорь Михин) | Борис Разинский, Анатолий Порхунов, Анатолий Башашкин (к), Анатолий Крутиков, Николай Линяев, Александр Петров, Владимир Агапов, Юрий Беляев, Александр Гришин, Василий Бузунов, Павел Купрюхин (Игорь Михин) |
| Борис Аркадьев | Тренеры | Григорий Пинаичев | Григорий Пинаичев |

#### Чемпионат СССР 1959. 6 тур
В сезоне 1959 года «Локомотив» имел реальные шансы на чемпионский титул и лишь в последнем туре расстался с надеждами на чемпионство. ЦСК МО боролся за выживание и в итоге занял 9 место из 12 команд класса А. В матче 6 тура победу одержали армейцы и это из пяти проигрышей железнодорожников было поражение от наиболее слабого соперника в том сезоне. В итоге именно двух очков «Локомотиву» не хватило, чтобы догнать выигравшее чемпионат московское «Динамо».
| ЦСК МО      | 1:0 Протокол | Локомотив (Москва) |
| Апухтин 15' | Голы         |                    |

| | Составы | | |
| Разинский, Багрич, Олещук, Приймак, Линяев (к), Ковач, Апухтин, Дородных, Беляев, Стрешний, Бровкин (Дубровский) |         | Маслаченко, Рогов (к) (Сорокин), Моргунов, Климачев, Артемьев, Ю.Ковалев, Зайцев, Ворошилов, В.З.Соколов, Бубукин, Парченко | Маслаченко, Рогов (к) (Сорокин), Моргунов, Климачев, Артемьев, Ю.Ковалев, Зайцев, Ворошилов, В.З.Соколов, Бубукин, Парченко |

#### Чемпионат России 1998. Матч второго круга
После того, как главным тренером ЦСКА стал Олег Долматов, армейцы прошедшие первый круг чемпионата 1998 года не слишком удачно (к концу первого круга команда занимала 14 место, набрав всего лишь 14 очков), существенно улучшили игру и одержали две яркие победы над «Черноморцем» и «Зенитом». Матч ЦСКА против «Локомотива» прошел в целом в равной борьбе, но незадолго до завершения Олег Гарас принес победу железнодорожникам. Это поражение от команды Юрия Сёмина так и осталось для армейцев, занявших в итоге второе место, единственным во втором круге чемпионата.
| ЦСКА      | 0:1 Протокол | Локомотив |
| Гарас 82' | Голы         |           |

| | Составы  | | |
| Кутепов, Минько, Варламов, Боков, Семак (к), Корнаухов, Хомуха, Гришин (Шутов, 54), Цаплин, Кулик, Герасимов (Филиппенков, 54) |          | Нигматуллин, Арифуллин, Дроздов, Харлачев, Черевченко (Лаврик 46), Чугайнов (к), Соломатин, Гуренко, Джанашия (Бородюк, 74), Лоськов, Гарас. | Нигматуллин, Арифуллин, Дроздов, Харлачев, Черевченко (Лаврик 46), Чугайнов (к), Соломатин, Гуренко, Джанашия (Бородюк, 74), Лоськов, Гарас. |
| Новосадов Храпов, Белецкий, Савельев, Коровушкин                                                                               | Запасные | Подшивалов, Пашинин, Тедеев, Саркисян, Рындюк                                                                                                | Подшивалов, Пашинин, Тедеев, Саркисян, Рындюк                                                                                                |
| Олег Долматов | Тренеры  | Юрий Сёмин | Юрий Сёмин |

#### Финал Кубка России по футболу 2000
Финал восьмого розыгрыша Кубка России по футболу состоялся 21 мая 2000 года. В напряженной игре, где было два удаления, в дополнительное время победу одержали железнодорожники. «Локомотив» стал обладателем трофея в третий раз, и вновь вышел в лидеромы по числу завоёванных Кубков России.
| 21 мая 2000 | \| Локомотив (Москва) \| 3:2 (1:1, 0:0) \| ЦСКА \| \| Евсеев 41' Булыкин 96' Цымбаларь 113' \| Голы \| Семак 32' Корнаухов 121' \| | Стадион: Динамо, Москва Зрителей: 26 000 Судья: Н. Левников (Санкт-Петербург) |
| · Локомотив: Нигматуллин, Черевченко, Нижегородов, Евсеев, Соломатин (Дроздов 46'), Чугайнов (к), Сенников, (Харлачёв 41'), Цымбаларь, Булыкин (Пашинин 97'), Лоськов, Терёхин · Главный тренер: Юрий Сёмин · ЦСКА: Окрошидзе, Минько, Варламов, Боков, Семак, Корнаухов, Евсиков (Геращенко 62'), Шишкин, Скрипченко (Хомуха 46'), Кулик, Филиппенков (Енин 86') · Главный тренер: Олег Долматов · Лоськов 15', Черевченко 37' — Скрипченко 39' · Боков 12' (фол последней надежды) · Лоськов 66' · Нереализованный пенальти: Корнаухов (121, вратарь) | |                                                                               |
| Локомотив (Москва) | 3:2 (1:1, 0:0) | ЦСКА                                                                          |
| Евсеев 41' Булыкин 96' Цымбаларь 113' | Голы | Семак 32' Корнаухов 121'                                                      |

#### Золотой матч 2002
В 2002 году в российской Премьер-лиге действовал регламент, согласно которому если две или больше команд в борьбе за первое место набирают равное количество очков, то обладатель золотых медалей первенства определяется в дополнительном матче (турнире) на нейтральном поле, которое выбирается по взаимной договорённости. 21 ноября, через 4 дня после завершения первенства, в матче за первое место на стадионе «Динамо» сошлись московские ЦСКА и «Локомотив». Победу одержал «Локомотив», впервые в своей истории завоевавший золото чемпионата. Единственный мяч на 6-й минуте забил Дмитрий Лоськов.
| 21 ноября, 2002 | \| ЦСКА (Москва) \| 0:1 [29] \| Локомотив (Москва) \| \| \| Голы \| Лоськов 6′ \| | Динамо Зрителей: 34 000 Судья: Валентин Иванов (Москва) |
| ЦСКА (Москва)   | 0:1                                                                               | Локомотив (Москва)                                      |
|                 | Голы                                                                              | Лоськов 6′                                              |

#### Суперкубок России 2003
Суперкубок России по футболу 2003 года прошёл 8 марта на московском стадионе «Локомотив». В матче встретились чемпион России 2002 московский «Локомотив» и обладатель Кубка России сезона 2001/02 московский ЦСКА. Это был первый розыгрыш Суперкубка России. Победу в присутствии 15 000 зрителей в серии пенальти одержали железнодорожники.
| 8 марта 2003 15:00 MSK | \| Локомотив \| 1:1 (4:3 по пен.) Отчёт \| ЦСКА \| \| Пименов, 83' \| Голы \| Ярошик, 41' \| | Стадион: Локомотив, Москва Зрителей: 15 000 Судья: В. Иванов (Москва) Боковые судьи: А. Лукашин (Москва), Т. Калугин (Москва) |
| Локомотив              | 1:1 (4:3 по пен.) Отчёт                                                                      | ЦСКА |
| Пименов, 83'           | Голы                                                                                         | Ярошик, 41' |

Пенальти забили: Маминов, Пименов, Игнашевич, Пашинин — Самодин, Соломатин, Рахимич.

Не забили: Лоськов (вратарь), Лекхето (мимо), Измайлов (вратарь) — Кириченко, Евсиков, Гусев, Шемберас (все — вратарь).

#### Чемпионат России 2013/14, 30 тур
Перед последним туром чемпионата России 2013/14 на титул претендовали ЦСКА, «Зенит» и «Локомотив». Встреча на «Арене Химки» стала решающей. Железнодорожники за тур до этого уступили «Ростову» и оказались в положении догоняющих. Победа в этой игре гарантировала армейцам первое место, а вот «Локомотив» даже в случае победы зависел от исхода последнего матча «Зенита». Решающий в чемпионате мяч в начале второго тайма забил ЗоранТошич. ЦСКА победил и стал чемпионом.
| 15 мая 2014 18:30 (MSK) | \| ЦСКА \| 1:0 Отчёт \| Локомотив \| \| Зоран Тошич, 47' \| Голы \| \| | Арена Химки Зрителей: 18 100 Судья: А. Николаев (Москва) Боковые судьи: А. Аверьянов (Москва), И. Писанко (Новосибирск) |
| ЦСКА                    | 1:0 Отчёт                                                              | Локомотив |
| Зоран Тошич, 47'        | Голы                                                                   | |

#### Суперкубок России 2018
В матче за Суперкубок России по футболу 2018 встретились чемпион России 2017/18 московский «Локомотив» и вице-чемпион России московский ЦСКА. Первоначальным соперником чемпионов должен был стать ленинградский «Тосно», завоевавший Кубок России, но вылетевший из премьер-лиги по окончании сезона. 9 июня клуб «Тосно» был расформирован по причине накопившихся финансовых проблем, место в соответствии с регламентом РФС перешло к серебряному финалисту чемпионата ЦСКА. Матч за звание обладателя трофея состоялся 27 июля на стадионе «Нижний Новгород», победителем которого в добавленное время стал московский ЦСКА.
| 27 июля 2018 21:30 (MSK) | \| Локомотив \| 0:1 д.в. Отчёт \| ЦСКА \| \| \| Голы \| Хосонов 106′ \| | Нижний Новгород Зрителей: 43 319 Судья: Владислав Безбородов |
| Локомотив                | 0:1 д.в. Отчёт                                                          | ЦСКА                                                         |
|                          | Голы                                                                    | Хосонов 106′                                                 |

## Болельщики
Несмотря на репутацию дерби исключительно как спортивного соперничества с нейтральными взаимоотношениями фанатов клубов, еще в ноябре 2012 года со стороны ультрас ЦСКА было заявлено о прекращении нейтралитета:
С сегодняшнего дня между фанатами ЦСКА и «Локомотива» не существует никакого нейтралитета на трибунах, который якобы существовал ранее. Более того, отныне на матчах между этими командами градус борьбы на секторах будет повышен до максимума.
В 2018 году перед матчем за Суперкубок России со стороны МВД были озвучены предупреждения о ожидающихся договорных драках фанатов и нарушениях общественного порядка.

## Стадионы
| Локомотив ЦСКА Стадионы РЖД Арена и ВЭБ Арена | Локомотив ЦСКА Стадионы РЖД Арена и ВЭБ Арена | Локомотив (Москва)  | Локомотив (Москва) |
| Локомотив ЦСКА Стадионы РЖД Арена и ВЭБ Арена | Локомотив ЦСКА Стадионы РЖД Арена и ВЭБ Арена | РЖД Арена           |                    |
| Локомотив ЦСКА Стадионы РЖД Арена и ВЭБ Арена | Локомотив ЦСКА Стадионы РЖД Арена и ВЭБ Арена | Вместимость: 27 320 |                    |
| Локомотив ЦСКА Стадионы РЖД Арена и ВЭБ Арена | Локомотив ЦСКА Стадионы РЖД Арена и ВЭБ Арена |                     |                    |
| Локомотив ЦСКА Стадионы РЖД Арена и ВЭБ Арена | Локомотив ЦСКА Стадионы РЖД Арена и ВЭБ Арена | ЦСКА (Москва)       |                    |
| Локомотив ЦСКА Стадионы РЖД Арена и ВЭБ Арена | Локомотив ЦСКА Стадионы РЖД Арена и ВЭБ Арена | ВЭБ Арена           |                    |
| Локомотив ЦСКА Стадионы РЖД Арена и ВЭБ Арена | Локомотив ЦСКА Стадионы РЖД Арена и ВЭБ Арена | Вместимость: 30 000 |                    |
| Локомотив ЦСКА Стадионы РЖД Арена и ВЭБ Арена | Локомотив ЦСКА Стадионы РЖД Арена и ВЭБ Арена |                     |                    |

## Трофеи
Ниже представлена таблица, иллюстрирующая количество добытых каждым из клубов трофеев в советский и российский периоды их истории.
|                                       | Локомотив                                                                                | ЦСКА                                                                 |
| ------------------------------------- | ---------------------------------------------------------------------------------------- | -------------------------------------------------------------------- |
| Чемпион СССР                          | нет                                                                                      | 7 раз: 1946, 1947, 1948, 1950, 1951, 1970, 1991                      |
| Обладатель Кубка СССР                 | 2 раза: 1936, 1957                                                                       | 5 раз: 1945, 1948, 1951, 1955, 1991                                  |
| Обладатель Приза Всесоюзного Комитета | нет                                                                                      | 1 раз: 1952                                                          |
| ВСЕГО в СССР                          | 2                                                                                        | 13                                                                   |
| Обладатель Кубка УЕФА                 | нет                                                                                      | 1 раз: 2004/05                                                       |
| Чемпион России                        | 3 раза: 2002, 2004, 2017/18                                                              | 6 раз: 2003, 2005, 2006, 2012/2013, 2013/2014, 2015/2016             |
| Обладатель Кубка России               | 9 раз: 1995/96, 1996/97, 1999/2000, 2000/01, 2006/07, 2014/15, 2016/17, 2018/19, 2020/21 | 7 раз: 2001/02, 2004/05, 2005/06, 2007/08, 2008/09, 2010/11, 2012/13 |
| Обладатель Суперкубка России          | 3 раза: 2003, 2005, 2019                                                                 | 7 раз: 2004, 2006, 2007, 2009, 2013, 2014, 2018                      |
| ВСЕГО в России                        | 15                                                                                       | 21                                                                   |
| ВСЕГО                                 | 17                                                                                       | 34                                                                   |

## Результаты матчей[10][11]
| Турнир              | Победы «Локомотива» | Ничьи | Победы ЦСКА | Разница мячей |
| ------------------- | ------------------- | ----- | ----------- | ------------- |
| ЧСССР (Высшая лига) | 15                  | 18    | 30          | 67—120        |
| ЧСССР (Первая лига) | 2                   | 1     | 3           | 7—10          |
| КСССР               | 1                   | 0     | 6           | 3—16          |
| ЧР                  | 28                  | 11    | 23          | 71—78         |
| КР                  | 2                   | 0     | 2           | 8—5           |
| СКР                 | 1                   | 0     | 1           | 1—2           |
| Итого               | 49                  | 30    | 65          | 157—231       |

## Рекорды
За историю соперничества Локомотива и ЦСКА зафиксированы следующие рекордные результаты:
- Самая крупная победа ЦСКА (ЦДКА) (с разницей 8 мячей):
  - 8:0 (11 июня 1949 года, Чемпионат СССР 1949, Первая группа, Первый круг)[10]
- Самая крупная победа Локомотива(с разницей 4 мяча):
  - 4:0 (3 сентября 1961 года, Чемпионат СССР 1961, Класс А, Турнир за 1—10 места, Первый круг)[10]
- Самый результативный матч (8 мячей)[10]
- Самая результативная ничья (4 мяча, 5 раз):
  - 2:2 (25 сентября 1940 года, Чемпионат СССР 1940, Группа А, Второй круг)[10]
  - 2:2 (5 мая 1956 года, Чемпионат СССР 1956, Класс А, Первый круг)[10]
  - 2:2 (7 сентября 1963 года, Чемпионат СССР 1963, Первая группа А, Второй круг)[10]
  - 2:2 (5 ноября 2017 года, Чемпионат России по футболу 2017/18, Премьер-Лига, Второй круг)[11]
  - 2:2 д.в., пен. 3:4 в пользу Локомотива (13 апреля 1994 года, Кубок России по футболу 1993/94, 1/4 финала)[11]
- Самое большое количество зрителей в матче Чемпионата России — 34 000 (21 ноября 2002 года, «Золотой матч», ЦСКА — «Локомотив», 0:1, Стадион «Динамо»)[29]